# Krokgöl (Ramkvilla socken, Småland)
Krokgöl är en sjö i Vetlanda kommun i Småland och ingår i Mörrumsåns huvudavrinningsområde. Sjön har en area på 0,0894 kvadratkilometer och ligger 220,4 meter över havet.

## Delavrinningsområde
Krokgöl ingår i det delavrinningsområde (633023-144553) som SMHI kallar för Utloppet av Övrasjö. Medelhöjden är 200 meter över havet och ytan är 45,89 kvadratkilometer. Räknas de 24 delavrinningsområdena uppströms in blir den ackumulerade arean 591,55 kvadratkilometer. Delavrinningsområdets utflöde Mörrumsån (Åbyån) mynnar i havet. Delavrinningsområdet består mestadels av skog (66 procent). Avrinningsområdet har 5,95 kvadratkilometer vattenytor vilket ger det en sjöprocent på 13 procent.